# Giovanni di Sassonia (principe elettore)
Giovanni di Sassonia, detto il Costante (Meißen, 30 giugno 1468 – Schweinitz, 16 agosto 1532), fu principe elettore di Sassonia dal 1525 al 1532.

## Biografia
Giovanni era il quinto dei sette figli di Ernesto di Sassonia, e di sua moglie, Elisabetta di Baviera.
Dal 1486 in poi fu presunto erede del fratello Federico III. Giovanni ricevette una parte dell'eredità paterna e successivamente aiutò l'imperatore Massimiliano I, in diverse campagne. Alla morte di suo fratello nel 1525, Giovanni ereditò il titolo di Elettore e come uno dei primi seguaci di Lutero divenne presto prominente tra i riformatori protestanti. Come indica il suo soprannome il Costante, ha risolutamente continuato le politiche di suo fratello verso la protezione del progresso della Riforma protestante.
Dopo aver contribuito a sopprimere una rivolta durante la guerra dei contadini tedeschi nel 1525, Giovanni aiutò Filippo I, Langravio d'Assia, a fondare la Lega di Gotha, costituita nel 1526 per la protezione dei riformatori. Fu attivo alla Dieta di Spira nel 1526 e firmò una protesta contro la sospensione della dieta. Ciò gli diede l'opportunità di riformare la chiesa in Sassonia, dove Lutero elaborò un piano per il servizio divino. Così nel 1527 la Chiesa luterana fu istituita come chiesa di stato nella Sassonia Ernestina, con l'elettore come capo vescovo. Giovanni, che era già stato uno zelante luterano da qualche tempo, esercitò ormai la piena autorità sulla Chiesa, introdusse la Confessione luterana, ordinò la deposizione di tutti i sacerdoti che continuavano nella fede cattolica, e ordinò l'uso di una liturgia volgare redatta da Lutero. Era un leader della Lega di Smalcalda formata dagli stati protestanti nel 1530 al fine di proteggere la Riforma, e accettò la pace religiosa di Norimberga nel 1532.
Come patrono di Martin Lutero, Giovanni mantenne un rapporto molto stretto, quasi amichevole. Lutero esprimeva spesso un'opinione positiva su Giovanni, soprattutto per il suo comportamento alla Dieta di Augusta nel 1530. Nel 1529 Giovanni apparteneva ai rappresentanti principeschi della minoranza protestante al Reichstag di Spira.
Nei quasi 40 anni in cui Giovanni governò come duca sull'elettorato di Sassonia, fu spesso messo in ombra dalla persona di suo fratello Federico, che, in quanto primogenito della Casa di Wettin ed elettore in carica, determinò in modo decisivo la politica della Sassonia.
La Chiesa evangelica in Germania onora l'importanza di Giovanni durante la Riforma, con una giornata commemorativa nell'Evangelische Namenkalender il 16 agosto.

## Matrimoni

### Primo Matrimonio
A Torgau, il 1 marzo 1500, sposò Sofia di Meclemburgo-Schwerin (18 dicembre 1481 – 12 luglio 1503), figlia di Magnus II di Meclemburgo-Schwerin. Da questo matrimonio ebbe un figlio:
- Giovanni Federico I di Sassonia (30 giugno 1503-3 marzo 1554)

### Secondo Matrimonio
Alla morte di Sofia, sposò a Torgau, il 13 novembre 1513, Margherita di Anhalt-Zerbst (12 novembre 1494-7 ottobre 1521), figlia di Valdemaro VI di Anhalt-Zerbst. Da questo matrimonio ebbe quattro figli:
- Maria (15 dicembre 1515-7 gennaio 1583), sposò Filippo I di Pomerania;
- Margherita (25 aprile 1518-10 marzo 1545), sposò Hans Buser;
- Giovanni (nato e morto nel 1519);
- Giovanni Ernesto (10 maggio 1521-8 febbraio 1553).

## Morte
Morì a Schweinitz. Come il fratello, alla sua morte, venne sepolto nella chiesa del castello di Wittenberg con una tomba progettata da Hans Vischer. Gli succedette il figlio maggiore, Giovanni Federico.

## Ascendenza
|                                  |                           |                                     | Genitori                           |  |  | Nonni |  |  | Bisnonni               |  |  | Trisnonni              |  |
|                                  |                           |                                     |                                    |  |  |       |  |  | Federico I di Sassonia |  |  | Federico III di Meißen |  |
|                                  |                           |                                     |                                    |  |  |       |  |  | Federico I di Sassonia |  |  | Federico III di Meißen |  |
|                                  |                           | Caterina di Henneberg               |                                    |  |  |       |  |  | Federico I di Sassonia |  |  |                        |  |
| Federico II di Sassonia          |                           |                                     |                                    |  |  |       |  |  | Federico I di Sassonia |  |  |                        |  |
|                                  |                           | Caterina di Brunswick-Lüneburg      | Enrico di Brunswick-Lüneburg       |  |  |       |  |  |                        |  |  |                        |  |
|                                  |                           | Caterina di Brunswick-Lüneburg      | Enrico di Brunswick-Lüneburg       |  |  |       |  |  |                        |  |  |                        |  |
|                                  |                           | Caterina di Brunswick-Lüneburg      | Sofia di Pomerania                 |  |  |       |  |  |                        |  |  |                        |  |
| Ernesto di Sassonia              |                           | Caterina di Brunswick-Lüneburg      |                                    |  |  |       |  |  |                        |  |  |                        |  |
|                                  |                           | Ernesto I d'Asburgo                 | Leopoldo III d'Asburgo             |  |  |       |  |  |                        |  |  |                        |  |
|                                  |                           | Ernesto I d'Asburgo                 | Leopoldo III d'Asburgo             |  |  |       |  |  |                        |  |  |                        |  |
|                                  |                           | Ernesto I d'Asburgo                 | Verde Visconti                     |  |  |       |  |  |                        |  |  |                        |  |
| Margherita d'Austria             |                           | Ernesto I d'Asburgo                 |                                    |  |  |       |  |  |                        |  |  |                        |  |
|                                  |                           | Cimburga di Masovia                 | Siemowit IV di Masovia             |  |  |       |  |  |                        |  |  |                        |  |
|                                  |                           | Cimburga di Masovia                 | Siemowit IV di Masovia             |  |  |       |  |  |                        |  |  |                        |  |
|                                  |                           | Cimburga di Masovia                 | Alessandra di Lituania             |  |  |       |  |  |                        |  |  |                        |  |
| Giovanni di Sassonia             |                           | Cimburga di Masovia                 |                                    |  |  |       |  |  |                        |  |  |                        |  |
|                                  | Ernesto di Baviera-Monaco | Giovanni II di Baviera              |                                    |  |  |       |  |  |                        |  |  |                        |  |
|                                  | Ernesto di Baviera-Monaco | Giovanni II di Baviera              |                                    |  |  |       |  |  |                        |  |  |                        |  |
|                                  | Ernesto di Baviera-Monaco | Caterina di Gorizia                 |                                    |  |  |       |  |  |                        |  |  |                        |  |
| Alberto III di Baviera           | Ernesto di Baviera-Monaco |                                     |                                    |  |  |       |  |  |                        |  |  |                        |  |
|                                  |                           | Elisabetta Visconti                 | Bernabò Visconti                   |  |  |       |  |  |                        |  |  |                        |  |
|                                  |                           | Elisabetta Visconti                 | Bernabò Visconti                   |  |  |       |  |  |                        |  |  |                        |  |
|                                  |                           | Elisabetta Visconti                 | Beatrice Regina della Scala        |  |  |       |  |  |                        |  |  |                        |  |
| Elisabetta di Baviera            |                           | Elisabetta Visconti                 |                                    |  |  |       |  |  |                        |  |  |                        |  |
|                                  |                           | Erich I di Braunschweig-Grubenhagen | Alberto I di Brunswick-Grubenhagen |  |  |       |  |  |                        |  |  |                        |  |
|                                  |                           | Erich I di Braunschweig-Grubenhagen | Alberto I di Brunswick-Grubenhagen |  |  |       |  |  |                        |  |  |                        |  |
|                                  |                           | Erich I di Braunschweig-Grubenhagen | Agnese I di Brunswick-Lüneburg     |  |  |       |  |  |                        |  |  |                        |  |
| Anna di Braunschweig-Grubenhagen |                           | Erich I di Braunschweig-Grubenhagen |                                    |  |  |       |  |  |                        |  |  |                        |  |
|                                  |                           | Elisabetta di Brunswick-Göttingen   | Ottone I di Brunswick-Göttingen    |  |  |       |  |  |                        |  |  |                        |  |
|                                  |                           | Elisabetta di Brunswick-Göttingen   | Ottone I di Brunswick-Göttingen    |  |  |       |  |  |                        |  |  |                        |  |
|                                  |                           | Elisabetta di Brunswick-Göttingen   | Margherita di Berg                 |  |  |       |  |  |                        |  |  |                        |  |
|                                  |                           | Elisabetta di Brunswick-Göttingen   |                                    |  |  |       |  |  |                        |  |  |                        |  |